# Раймунд Яворовський
Раймунд Яворовський (пол. Rajmund Jaworowski; 31 серпня 1885, Балта — 24 квітня 1941, Варшава) — польський політик і профспілковий діяч, активіст Польської соціалістичної партії (ПСП), керівник бойових груп ПСП. Активний учасник збройної боротьби за незалежність Польщі та революційного руху 1905 року, соратник Юзефа Пілсудського. Засновник і голова Колишньої революційної фракції ПСП та Центрального об'єднання класових профспілок. Правий соціаліст, непримиренний антикомуніст. Депутат сейму Другої Речі Посполитої, голова міської ради Варшави у 1927—1931 роках. Був знаний також під партійними псевдонімами Святополк (Świętopełk), Антоні (Antoni), Стефан (Stefan).

## Юність і підпілля
Народився у родині середнього землевласника у Балті (на території сучасної Одеської області України). Навчався у київській школі. У 16-річному віці приєднався до підпільної організації, пов'язаної з ПСП. 1903 року перебрався з Києва до Львова, де вступив до молодіжної бойової організації Nieprzejednani («Непримиренні»). Працював у підпільній лабораторії, яка виготовляла вибухівку.
1904 року 19-річний Яворовський вступив до ПСП. За два роки приєднався до націонал-патріотичного крила партії ПСП-революційної фракції, прихильників Юзефа Пілсудського.
Підпільні курси бойової підготовки проходив у Кракові. Це місто було в австрійській частині розділеної Польщі. Політичний режим в Австро-Угорській імперії був відносно ліберальним, і польські організації діяли тут вільніше, ніж у Німецькій чи Російській імперіях.
З 1905 року Яворовський — бойовик ПСП, потім інструктор-організатор партійних бойових дружин. Особисто брав участь у терактах, отримав поранення. 1907 року заарештовано у Радомі, засуджений до двох років заслання, які відбував у Сибіру.
У 1909 році знову прибув до Кракова. Приєднався до очолюваного Пілсудським Союзом активної боротьби. Пройшов військове навчання, одержав офіцерське звання у формуваннях Пілсудського.

## Польські легіони та війна з більшовиками
Брав участь у Першій світовій війні у складі «польських легіонів» австро-угорської армії. Командував розвідгрупою. Водночас активно приєднався у формування нелегальної «Польської військової організації» (ПОВ), а також селянських і робітничих спілок. За це 1916 року Яворовського разом із Пілсудським заарештувала австрійська влада за вказівкою з Німеччини. Звільнений у 1917 році. Наприкінці року Яворовський став членом Варшавської міської ради (започаткованої німцями) і залишався в її складі наступні 14 років.
1918 року Яворовський організував Варшавський комітет трудящих. На з'їзді ПСП у листопаді 1918 року — після проголошення незалежності Польщі — було обрано до партійного керівництва як представника робітничих організацій Варшави.
Яворовський відіграв визначну роль у польсько-радянській війні 1920 року. Він брав активну участь в організації антибільшовицьких «червоних легіонів» і Робітничого полку оборони Варшави. Добровольцем вступив до армії, перебував у резерві піхотного легіону. Демобілізувався у грудні 1920 року у званні капітана.
На парламентських виборах 1922 року обрано до сейму за списком ПСП від Варшави. Був членом військової та адміністративної парламентських комісій. Раймунд Яворовський залишався членом вищого керівництва ПСП, займався взаємодією партії з робітничими профспілками Варшави.
Нагороджений орденом Virtuti Militari та Хрестом Незалежності з мечами.

## За Пілсудського та «Санацію»
У травні 1926 року Яворовський повністю підтримав військовий переворот, який призвів до влади Пілсудського. Під його керівництвом бойовики ПСП та профспілкові активісти брали участь у варшавських вуличних зіткненнях на боці пілсудників. У травні 1927 року Яворовського обрано головою міської ради Варшави, він залишався на цій посаді до 1931 року. Водночас він очолював Варшавський комітет ПСП.
Хоча ПСП підтримала Пілсудського, невдовзі між соцпартією та встановленим режимом «санації» виникли серйозні конфлікти. Соціалісти були незадоволені авторитарним правлінням маршала та його соціальним консерватизмом. Визначилися серйозні розбіжності між соціал-демократичною більшістю партійного керівництва та групою «старих пілсудників», до якої належав Яворовський. Останні походили з терористичних організацій початку XX століття, польських легіонів і напівмафіозної ПОВ. Ці люди відрізнялися безоглядною особистою відданістю своєму вождеві. У виборі між партією та Пілсудським вони віддали перевагу маршалу.
Восени 1928 року Яворовський сформував на базі Московської організації ПСП нову політичну структуру — Польську соціалістичну партію — Колишня революційна фракція. З партією афілювалося Центральне об'єднання класових профспілок, яке з 1931 року очолював сам Яворовський. Він поставив на службу Пілсудському й особливу силову структуру — Робітничу міліцію під командуванням ветерана ПСП Юзефа Локетека, великого варшавського гангстера на прізвисько Рабин. Бойовики Яворовського—Локетека робили напади на опозиціонерів усіх напрямків — консерваторів і комуністів. Ще до заснування створення нової партії, 1 травня 1928 року Робітнича міліція вчинила масштабне побиття учасників комуністичної демонстрації.
Партія, профспілка, міліція, особисто Яворовський і Локетек були тісно пов'язані з варшавською кримінальною структурою Лукаша Сементківського (також члена партії) на прізвисько Tata Tasiemka. Сементковський вирізнявся фанатичною відданістю Яворовському та його дружині, разом з якою служив у Першій бригаді.

## Криза та кінець
Пілсудський негативно ставився до партійності як такої. На виборах 1930 року ПСП-Колишня революційна фракція втратила представництво в сеймі (кілька кандидатів пройшли як представники Безпартійного блоку співпраці з урядом). Невдача спровокувала розкол у партії. Виник конфлікт між Раймундом Яворовським й Енджеєм Морачевським. Відхід Морачевського з партії призвів до розколу Центрального об'єднання класових профспілок, що підірвало організаційну та фінансову базу ПСП-Колишньої революційної формації.
1935 року помер маршал Пілсудський. До 1939 року ПСП-Колишня революційна фракція переважно згорнула свою діяльність. На той час панівний режим набув відверто консервативного, мілітаристського характеру.
Після початку Другої світової війни Яворовський вступив до організації збройного підпілля — Службу перемоги Польщі, потім Союз збройної боротьби. Проте організувати ефективний опір нацистському та радянському вторгненням не вдалося.
Раймунд Яворовський помер у Варшаві 24 квітня 1941 року.

## Сім'я
Дружина Раймунда Яворовського — знана активістка ПСП Констанція Яворовська — з 1915 року пройшла з чоловіком увесь його шлях. У молодості підпільниця, активістка ПСП-революційної фракції та бойової організації. Учасниця Першої світової війни у складі розвідпідрозділу. Перебувала у керівництві ПСП-Колишньої революційної фракції. Другу світову війну провела у Варшаві. У 1948 році вступила до урядущої компартії Польщі, з якої вийшла за власним бажанням у 1952 році. Померла 1959 року.
Донька Раймунда Яворовського — Яніна Сташевська (Яворовська) — загинула у 1944 році під час Варшавського повстання разом з чоловіком Єжи Сташевським, командиром бойової групи Опору.

## Традиція та спадщина
Погляди Раймунда Яворовського були специфічним сплавом крайнього польського націоналізму, напіванархічного «шляхетського демократизму» та радикального соціалістичного популізму. Така ідеологія, характерна для багатьох польських соціалістів, закономірно робила Яворовського запеклим противником монархії та комунізму. При цьому у світогляді Яворовського виразніше, ніж у Пілсудського, виявлялися лівопопулістські риси. У догматичному марксистському розумінні позиція Яворовського кваліфікується як «соціал-фашистська».
Водночас Яворовський не був принциповим противником будь-якої диктатури. Він цілком уживався і навіть підтримував авторитарний санаційний режим як «союз національного лідера з трудовим народом». Не був Яворовський і прихильник правової ідеї. Демократизм розумівся їм як свобода тіньової діяльності та позаправового насильства.

Традиції, які втілював Раймунд Яворовський, знайшли деяке продовження у протестному русі часів ПНР: стихійні виступи початку та середини 1970-х років з масовими заворушеннями, погромами магазинів, нападами на комуністичних функціонерів і міліцію.
Антикомунізм польських робітників вирощений соціалістичною традицією Пілсудського та Яворовського.
У русі «Солідарність» схожі з Яворовським риси у радикалізмі та класових пріоритетах демонстрували діячі, як-от Ян Рулевський та Мар'ян Юрчик. Ще більша схожість проглядається у постаті Едмунда Балуки, який сповідував соціалістичну ідеологію.